# 中华人民共和国自然保护地
中华人民共和国的自然保护地包括自然保护区、国家公园、风景名胜区、森林公园、地质公园、湿地公园、海洋特别保护区(含海洋公园)、水产种质资源保护区、沙漠公园、世界自然遗产地等种类。1956年建立第一个自然保护地鼎湖山自然保护区, 现已有各级各类自然保护地超过1.18万个，保护面积覆盖中国陆域面积的18%、海域面积的4.1%。截至2019年, 中国有18处世界自然遗产(含自然与文化双遗产)，39个世界地质公园, 57处国际重要湿地，34个自然保护地加入联合国教科文组织世界生物圈保护区。

## 参看
- 中华人民共和国国家级自然保护区列表
- 中國生物圈保護區網路
- 中华人民共和国国家公园列表
- 中华人民共和国国家地质公园列表
- 中华人民共和国国家森林公园列表
- 中华人民共和国国家湿地公园列表
- 中华人民共和国国家级海洋特别保护区
- 中华人民共和国国际重要湿地列表
- 中国世界生物圈保护区
- 中國世界遺產列表